# Ctenochaetus tominiensis
Ctenochaetus tominiensis là một loài cá biển thuộc chi Ctenochaetus trong họ Cá đuôi gai. Loài cá này được mô tả lần đầu tiên vào năm 1955.

## Từ nguyên
Loài cá này được đặt theo tên của vịnh Tomini, Indonesia, nơi chúng được phát hiện lần đầu tiên.

## Phạm vi phân bố và môi trường sống

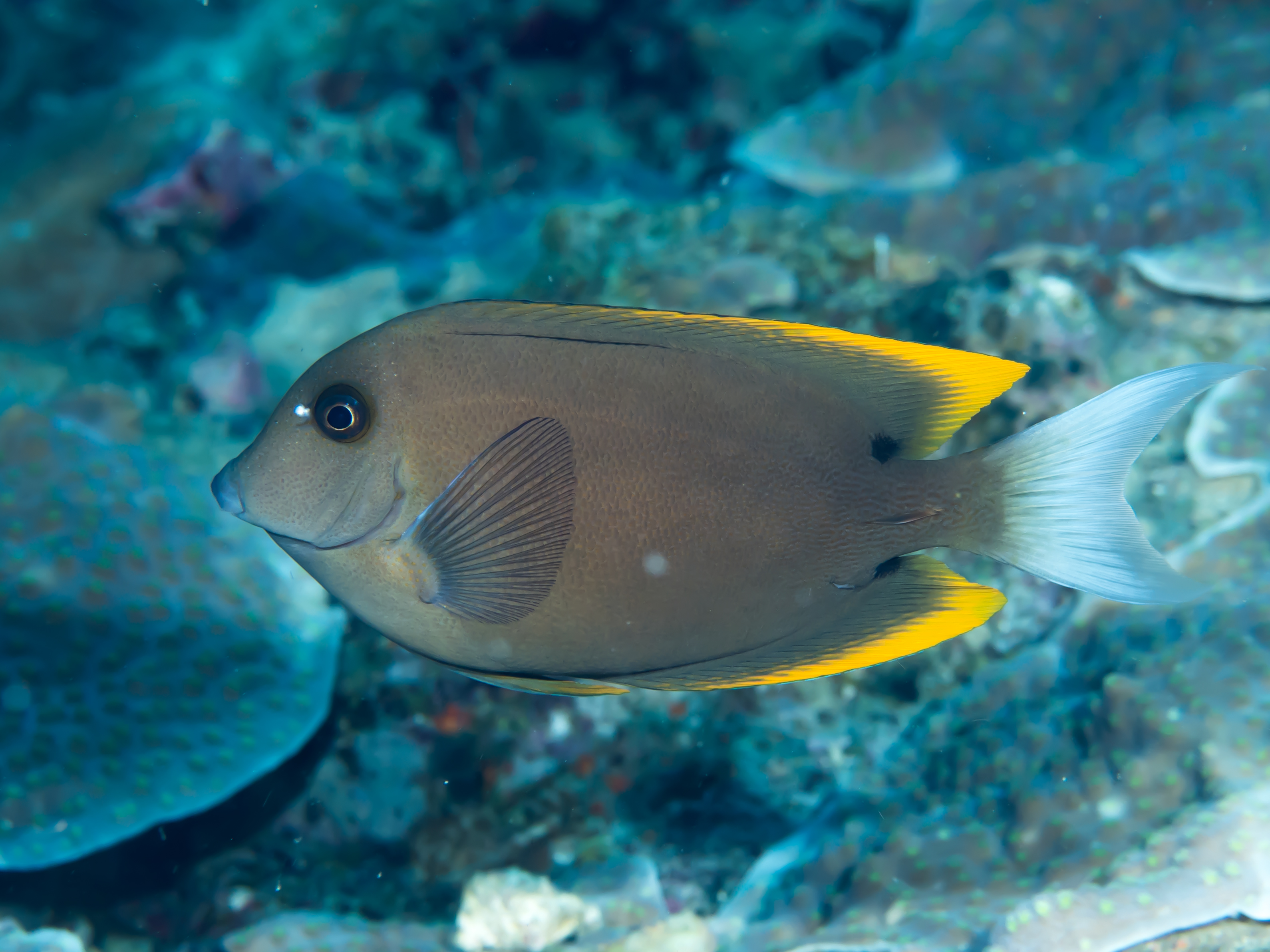
C. tominiensis ở ngoài khơi Philippines

C. tominiensis có phạm vi phân bố tương đối phổ biến ở Tây Thái Bình Dương. Loài cá này được tìm thấy ở những nhóm đảo phía đông của quần đảo Mã Lai (bờ đông của đảo Borneo, Đông Indonesia, Philippines và Papua New Guinea); phía đông trải dài đến quần đảo Solomon, Palau, Vanuatu, Fiji và Tonga; phía bắc trải dài đến Liên bang Micronesia; phía nam giới hạn đến bắc rạn san hô Great Barrier.
C. tominiensis sống gần các rạn san hô ở khu vực sườn dốc của rạn san hô viền bờ, nơi không có sóng lớn, ở độ sâu khoảng từ 3 đến 45 m, nhưng thường được quan sát ở độ sâu khoảng 25 m trở lại.

## Mô tả
Chiều dài cơ thể tối đa được ghi nhận ở C. tominiensis là 16 cm. Có một mảnh xương nhọn chĩa ra ở mỗi bên cuống đuôi, tạo thành ngạnh sắc. Cơ thể hình bầu dục thuôn dài, có màu nâu. Vây lưng và vây hậu môn có góc nhọn, phần vây sau có màu cam sáng nổi bật. Có 2 đốm đen ở phần tiếp giáp giữa cuống đuôi với vây lưng và vây hậu môn. Vây đuôi có màu trắng, chẻ đôi hình chữ Y ở cá con và lõm sâu tạo thành hình lưỡi liềm ở cá trưởng thành. Rìa môi có những đường răng cưa rất nhỏ. Có đôm trắng ở trước mắt.
Số gai ở vây lưng: 8; Số tia vây ở vây lưng: 24 - 25; Số gai ở vây hậu môn: 3; Số tia vây ở vây hậu môn: 22 - 23; Số tia vây ở vây ngực: 15 - 16.

## Sinh thái và hành vi
C. tominiensis có thể sống đơn độc hoặc theo đàn. Thức ăn của các loài Ctenochaetus chủ yếu là các loại tảo và vụn hữu cơ. Chúng dùng răng của mình để đẩy cát đá trên nền đáy và xúc những mảnh tảo vụn vào miệng. Các loài Ctenochaetus đều có chung một đặc điểm là dạ dày có thành dày.